# Ishikawa Chiaki
Chiaki Ishikawa là một ca sĩ, nhạc sĩ người Nhật. Cô cũng là giọng ca chính của bộ đôi âm nhạc Nhật Bản See-Saw. Nhiều bài hát của cô, cả solo và với See-Saw, đã được sử dụng làm bài hát chủ đề trong nhiều bộ anime khác nhau. Kể từ năm 2003, sự nổi tiếng của cô ở nước ngoài như một phần của See-Saw và là một nghệ sĩ solo đã tăng lên đáng kể.